# 高洪波
高 洪波（こう・こうは英: Gao Hongbo、1966年1月25日 - ）は、中国・北京出身のサッカー選手、サッカー指導者。

## 来歴
選手時代は主に地元のクラブである北京国安でキャリアを過ごした。また、日本で開催されたAFCアジアカップ1992にも出場している。
指導者としては、現役を引退した広州松日でコーチと監督を務めた後、U-16中国代表に就任する。だが、AFC U-17選手権2000でグループリーグ敗退に終わり解任された。
2003年にサッカー中国代表のコーチを務めた後、2010 FIFAワールドカップ・アジア予選3次予選で中国代表が予選敗退した直後の2009年、サッカー中国代表の監督に就任する。
2010年の東アジアサッカー選手権では、日本代表と引き分け、中国代表で史上一度も勝ったことのなかった韓国代表に3-0と勝利するなどして優勝を果たす。同年、W杯南アフリカ大会を控えたフランス代表にも1－0で勝利した。
2011年も引き続き指揮を採ったが、1月に開催されたAFCアジアカップ2011でグループリーグ敗退に終わった。中国サッカー協会は直後に解任しない旨の声明を発表したものの、8月に解任された。その後、陝西宝栄(現北京人和）、上海東亜（現上海上港）、江蘇舜天（現江蘇蘇寧）の監督を歴任し、一時はオランダのADOデン・ハーグのコーチをつとめた。2016年、中国代表の監督に再任し、4大会ぶりにアジア最終予選進出を果たした。しかし最終予選では苦しみ、10月13日、FIFAワールドカップ・アジア3次予選のウズベキスタン戦での敗戦後に辞任した。
2019年、中国サッカー協会の副主席に就任した。

## 所属クラブ
- 1985-1993  北京国安
- 1994         ティオン・バールCSC
- 1995-1996  北京国安
- 1997-1998  広州松日

## 指導歴
- 1997-1999  広州松日 (コーチ)
- 1999        広州松日
- 2000        U-16中国代表
- 2001        上海中遠
- 2003-2004  中国代表 (コーチ)
- 2004-2006  廈門藍獅
- 2007-2008  長春亜泰
- 2009-2011  中国代表
- 2011-2012  貴州人和
- 2013-2014  上海東亜
- 2014-2015  江蘇舜天
- 2015       ADOデン・ハーグ (コーチ)
- 2016      中国代表
- 2017       北京控股

## タイトル

### 選手時代
ティオン・バールCSC
- プレジデンツカップ:1回（1994）

北京国安足球倶楽部
- 中国FAカップ:1回（1996）

### 監督時代
廈門足球倶楽部藍獅隊
- 中国サッカー・甲級リーグ:1回（2005）

長春亜泰足球倶楽部
- 中国サッカー・スーパーリーグ:1回（2007）

中国代表
- 東アジア選手権:1回（2010）